# Unterseeboot 276
Le Unterseeboot 276 (ou U-276) est un sous-marin allemand (U-Boot) de type VII.C utilisé par la Kriegsmarine (marine de guerre allemande) pendant la Seconde Guerre mondiale.

## Historique
Mis en service le 9 décembre 1942, l'Unterseeboot 276 reçoit sa formation de base à Danzig au sein de la 8. Unterseebootsflottille jusqu'au 29 février 1944, puis l'U-276 intègre sa formation de combat à la base sous-marine de Brest avec la 1. Unterseebootsflottille. À partir du 1er juillet 1944, l'U-276 est intégré dans la 31. Unterseebootsflottille à Flensburg.
L'Unterseeboot 276 a effectué trois patrouilles dans lesquelles il n'a ni coulé, ni endommagé de navire ennemi au cours des 70 jours en mer.
Il réalise sa première patrouille, quittant le port de Trondheim le 22 mars 1944 sous les ordres du Kapitänleutnant Rolf Borchers. Après 16 jours en mer, il retourne à Trondheim qu'il rejoint le 6 avril 1944.
Au terme de sa deuxième patrouille, le 2 mai 1944, deux membres d'équipage sont blessés par un accident avec le canon anti-aérien.
 
L'U-276 repart le 24 mai 1944.

Le 25 mai 1944, soit un jour après son départ, une attaque d'un avion non identifié blesse trois hommes et laisse l'U-276 avec de sérieux dommages qui l'obligent à retourner à sa base.
L'U-276 quitte pour sa troisième patrouille le port de Stavanger le 8 juin 1944 toujours sous les ordres du Kapitänleutnant Rolf Borchers. Après dix-huit jours en mer, il revient à  Stavanger. Trois jours plus tard, le 28 juin 1944, il appareille pour Bergen qu'il atteint le même jour. Le 1er juillet 1944, il prend la direction de Kiel pour sa nouvelle affectation dans la 31. Unterseebootsflottille qu'il atteint le 6 juillet 1944.
Il est désarmé le 29 septembre 1944 à Neustadt et sert d'usine flottante de production d'électricité.

Le 3 mai 1945, l'U-Boot est endommagé par une roquette tirée lors d'un assaut de quatre Hawker Typhoon britanniques (RAF Squadron 175). En conséquence de cette attaque, il est sabordé le même jour.

## Affectations successives
- 8. Unterseebootsflottille à Danzig du 9 décembre 1942 au 29 février 1944 (entrainement)
- 1. Unterseebootsflottille à Brest du 1er mars au 1er juillet 1944 (service actif)
- 31. Unterseebootsflottille à Flensburg du 1er juillet au 29 septembre 1944

## Commandement
- Oberleutnant zur See Jürgen Thimme du 9 décembre 1942 au 19 octobre 1943
- Kapitänleutnant Rolf Borchers du 20 octobre 1943 au 18 juillet 1944
- Kapitänleutnant Heinz Zwarg du 18 juillet à 29 septembre 1944

## Patrouilles
|       | Commandant           | Départ           | Départ    | Arrivée        | Arrivée   | Jours    | Succès |
| ----- | -------------------- | ---------------- | --------- | -------------- | --------- | -------- | ------ |
|       | Kptlt. Rolf Borchers | 28 février 1944  | Kiel      | 12 mars 1944   | Bergen    | 4 jours  |        |
|       | Kptlt. Rolf Borchers | 13 mars 1944     | Bergen    | 16 mars 1944   | Trondheim | 4 jours  |        |
| 1     | Kptlt. Rolf Borchers | 22 mars 1944     | Trondheim | 6 avril 1944   | Trondheim | 16 jours |        |
| 2     | Kptlt. Rolf Borchers | 18 avril 1944    | Trondheim | 2 mai 1944     | Trondheim | 15 jours |        |
|       | Kptlt. Rolf Borchers | 24 mai 1944      | Trondheim | 25 mai 1944    | Trondheim | 2 jours  |        |
|       | Kptlt. Rolf Borchers | 28 mai 1944      | Trondheim | 31 mai 1944    | Stavanger | 4 jours  |        |
| 3     | Kptlt. Rolf Borchers | 8 juin 1944      | Stavanger | 25 juin 1944   | Stavanger | 18 jours |        |
|       | Kptlt. Rolf Borchers | 28 juin 1944     | Stavanger | 28 juin 1944   | Bergen    | 1 jour   |        |
|       | Kptlt. Rolf Borchers | 1er juillet 1944 | Bergen    | 6 juillet 1944 | Kiel      | 6 jours  |        |
| Total | Total                | Total            | Total     | Total          | Total     | 70 jours | 0 t    |

Note : Kptlt. = Kapitänleutnant

### Opérations Wolfpack
L'U-276 n'a pas opéré avec les Wolfpacks (meute de loups) durant sa carrière opérationnelle.

## Navires coulés
L'Unterseeboot 276 n'a ni coulé, ni endommagé de navire ennemi au cours de ses trois patrouilles (49 jours en mer) qu'il effectua.

### Source et bibliographie
- (en) Cet article est partiellement ou en totalité issu de l’article de Wikipédia en anglais intitulé « German submarine U-276 » (voir la liste des auteurs).
- Chris Bishop, historien militaire (trad. de l'anglais par Christian Muguet), Les sous-marins de la Kriegsmarine : 1939-1945 : le guide d'identification des sous-marins [« The spellmount submarine identification guide : Kriegsmarine U-boats 1939-1945 »], Paris, Éd. de Lodi, 2008, 192 p. (ISBN 978-2-84690-327-1, OCLC 470721805, BNF 41298980)